# Bodil Begtrup
Bodil Gertrud Begtrup (12 de noviembre de 1903-12 de diciembre de 1987) fue una diplomática y activista danesa por los derechos de las mujeres.

## Biografía
En 1929 se convirtió en miembro de la junta directiva de la organización Kvinderådet (Consejo de Mujeres de Dinamarca), en 1931 fue elegida vicepresidenta, y en el periodo 1946-49  fue presidenta. En 1939 fue la primera censora cinematográfica femenina de Dinamarca. 
Después de la Segunda Guerra Mundial se convirtió en miembro de la delegación danesa en la Asamblea General de las Naciones Unidas . En 1946 fue la presidenta de la Comisión de la Condición Jurídica y Social de la Mujer, y en 1947 defendió que en la Declaración Universal de Derechos Humanos se utilizara la fórmula sobre los titulares de los derechos con «todo el mundo» o « toda persona », en lugar de emplear la fórmula masculina « todos los hombres ». Además, propuso la inclusión de los derechos de las minorías en el Artículo 26, sobre el derecho a la educación, pero sus ideas eran demasiado avanzadas para la época. Así pues, la Declaración Universal de Derechos Humanos no hace mención explícita a los derechos de las minorías, aunque sí se optó por la fórmula inclusiva la igualdad de derechos de todas las personas.
Fue destinada a Islandia en 1949 y se convirtió en embajadora en 1955 siendo la primera embajadora mujer de Dinamarca. Fue firmante de la Carta abierta a las mujeres del mundo  leída por Eleanor Roosevelt en la Asamblea General de Naciones Unidas en 1946.